# پائول فاگویس

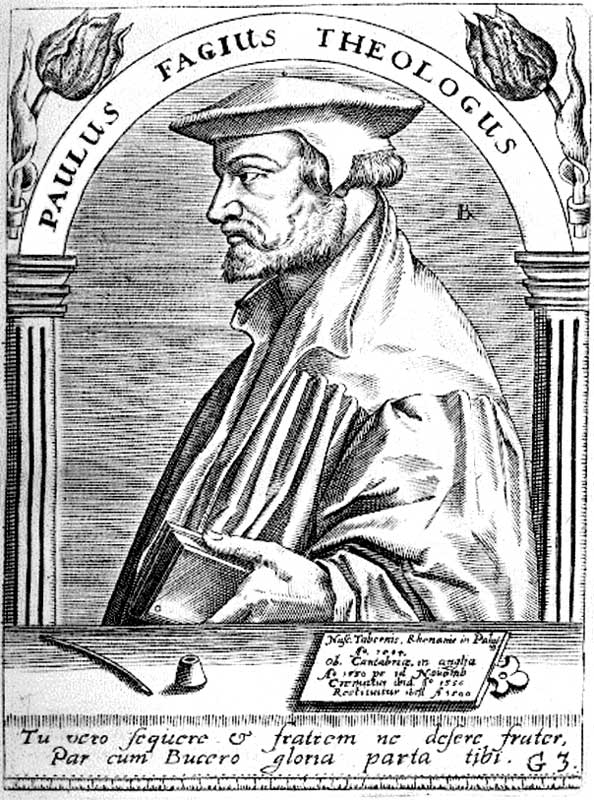
پائول فاگویس

پائول فاگویس (به انگلیسی: Paul Fagius) (متولد 1504 - درگذشت 13 نوامبر 1549 میلادی) پژوهشگر رنسانسی عبری توراتی و اصلاحگر پروتستانیستی بود.
او استاد کرسی زبان عبری در دانشگاه کمبریج بود.

## آثار

### آثار ترجمه شده به زبان لاتین، از منشا عبری
- Pirḳe Abot (1541)
- Levita's "Tishbi" (1541)
- Tobit (1542)
- Alfabeta de Ben Sira (1542)
- Sefer Amanah (1542)
- David Ḳimḥi's commentary on Psalms, ch. i.-x. (1544)

### ویرایش
- Targum Onḳelos (1546)

### آثار اصلی
- Exegesis of the first four chapters of Genesis (1542)
- Elementary Hebrew grammar (1543)
- Liber Fidei seu Veritatis (1542)
- Parvus Tractulus (1542)

## منبع
- مشارکت‌کنندگان ویکی‌پدیا. «Paul Fagius». در دانشنامهٔ ویکی‌پدیای انگلیسی، بازبینی‌شده در ۲۰۲۴-۱۲-۰۱.